# Comuna Iliciovca, Florești
Comuna Iliciovca este o comună din raionul Florești, Republica Moldova. Este formată din satele Iliciovca (sat-reședință) și Maiscoe.

## Demografie
Conform datelor recensământului din 2014, comuna are o populație de 1.320 de locuitori. La recensământul din 2004 erau 1.819 locuitori.

## Administrație și politică
Componența Consiliului local Iliciovca (9 consilieri), ales la 5 noiembrie 2023, este următoarea:
|  | Partid                                       | Consilieri | Componență | Componență | Componență | Componență | Componență |
|  | -------------------------------------------- | ---------- | ---------- | ---------- | ---------- | ---------- | ---------- |
|  | Candidat independent EUGENIA ZLÎDNEA         | 1          |            |            |            |            |            |
|  | Partidul Socialiștilor din Republica Moldova | 5          |            |            |            |            |            |
|  | Candidat independent ELVIRA CAMBUR           | 1          |            |            |            |            |            |
|  | Candidat independent MAXIM EREMEICO          | 1          |            |            |            |            |            |
|  | Candidat independent FIODOR BELÎI            | 1          |            |            |            |            |            |